# Ctenoplusia herbuloti
Ctenoplusia herbuloti là một loài bướm đêm trong họ Noctuidae.